# Penance
Penance est un groupe de doom metal américain, originaire de Pittsburgh, en Pennsylvanie. Il est formé en 1989 par des membres du groupe de doom/death metal Dream Death.

## Biographie
Penance est formé en 1989 à Pittsburgh, en Pennsylvanie, des cendres de Dream Death, lorsque plusieurs membres de ce dernier décident de s'orienter dans un doom metal plus traditionnel. Penance est formé par le batteur Mike Smailet le guitariste Terry Weston (anciens membres de Dream Death) et en restent les piliers jusqu'à sa séparation. Le groupe change plusieurs de formation pour inclure notamment Mary Bielich (Novembers Doom).
Le premier album de Penance, The Road Less Travelled, avec Brian Lawrence (aussi ex-membre de Dreath Death) au chant et à la guitare, est publié en 1992, au label Rise Above Records de Lee Dorrian. Avec le premier album du groupe Revelation, il s'agit du premier album doom metal publié au label. Ils participent ensuite à une tournée européenne en soutien à Cathedral et Sleep. Leur deuxième album, Parallel Corners, est publié en 1994 par le label européen Century Media. La presse et les fans le considèrent comme le meilleur album du groupe, et comme l'un des albums doom metal traditionnel des années 1990,.
Spiritualnatural (2003) sera le dernier album du groupe. Ils participent à une tournée européenne en 2004 avec Well of Souls et Orodruin. Ils se séparent la même année. The Road Revisited est publié en 2005 à titre posthume. Mike Smail se joindra à Internal Void et Pentagram. En 2007, une incarnation de Penance se réunit et joue au Maryland Deathfest. En 2013, ils participent au festival Days of the Doomed et au Roadburn Festival.

## Membres

### Membres actuels
- Richard Freund - basse (1989-1992, depuis 2013)
- Mike Smail - batterie (1989-2004, depuis 2011)
- Terry Weston - guitare (1989-2003, depuis 2011)
- Lee Smith - chant (1992-1994, depuis 2013)

### Anciens membres
- Butch Balich - chant (?-2004, 2007-?)
- Brian Lawrence - guitare, chant (1990-1992)
- Frank Miller - basse (1994)
- Ron Leard - basse (1998-2000)
- Mary M. Bielich - basse (2001-2003)
- Matt Tuite - guitare (2001-2003)
- Dave Roman - basse, guitare (2003-2004), basse (2007)

## Discographie

### Albums studio
- 1992 : The Road Less Travelled
- 1994 : Parallel Corners
- 1999 : Proving Ground
- 2001 : Alpha and Omega
- 2003 : Spiritualnatural
- 2005 : The Road Revisited (posthume)

### Démos/EPs
- 1990 : Living Truth
- 1998 : Bridges to Burn